# Bokkenrijders
Els Bokkenrijders (també escrit bokkerijders o antigament bockereyders) haurien sigut una banda de lladres que feien estralls als països enllà del Mosa al segle xviii. La realitat històrica no és gaire segura. N'hi ha moltes llegendes i pocs documents, però les figures fan part de la tradició i del folklore a ambdós costats del Mosa i de la frontera dels dos Limburg.

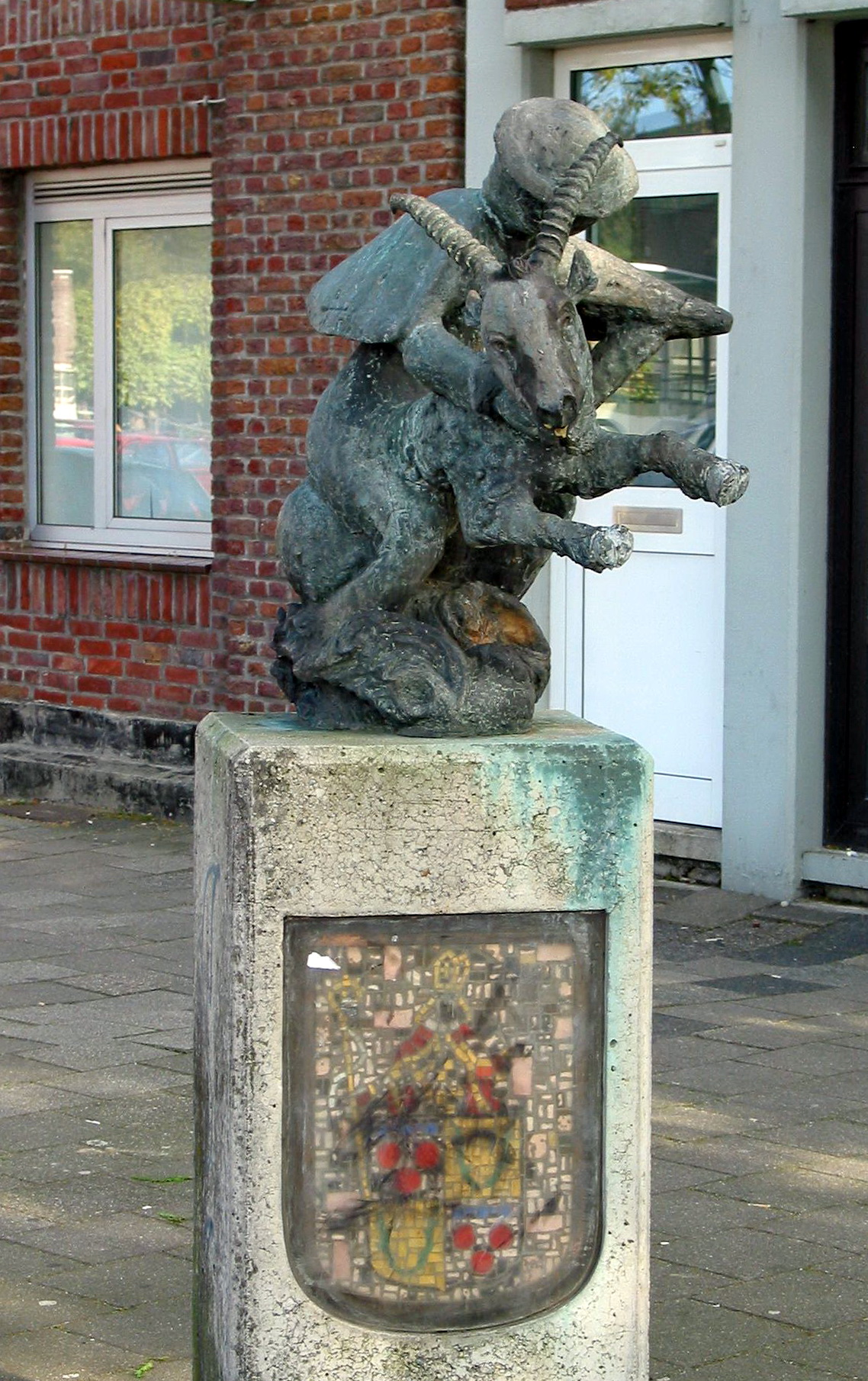
Estàtua d'un bokkenrijder a Schaesberg

## Moltes llegendes i uns fets

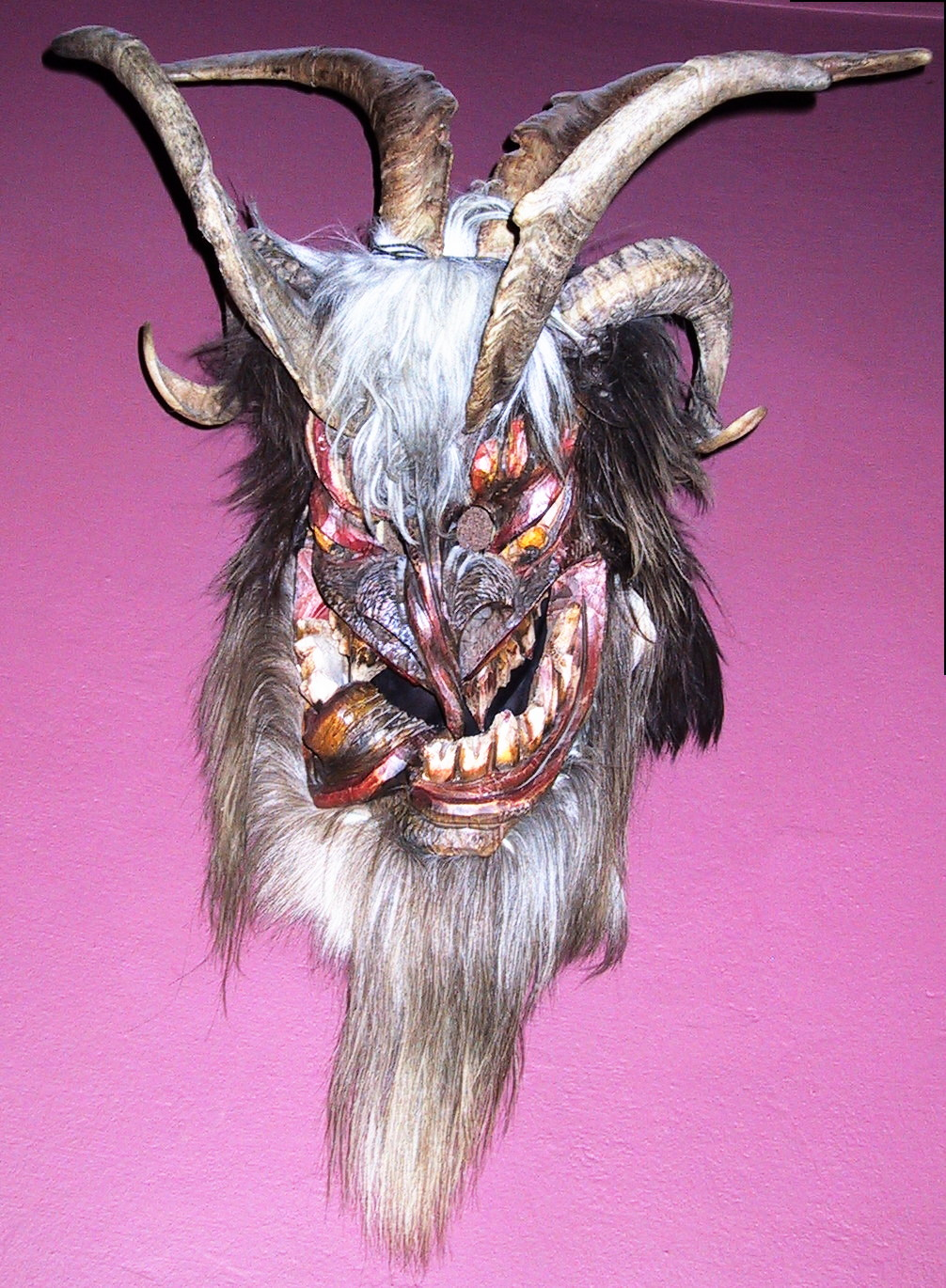
Impressió artística d'una màscara d'un Bokkenrijder

El nom provindria del fet que aquests lladres haurien cavalcat bocs quan pillardejaven de nit. Aquests bocs no haurien sigut res més que una encarnació del diable, llur aliat natural i l'explicació del seu odi envers l'Església i les seves riqueses. Un antic text conta: «Va prestar jurament al bosquet rere Wolfhagen, després d'haver encès una cirera posada a la mà d'un mort posat en un mocador en una ara. Al costat es trobava una capsa amb dues hòsties consagrades. Havia de jurar que mai no trairia els companys, tot i ser pres o torturat (…), d'abjurar déus amb l'ajuda del diable». Aquests bocs els transportaven prestament per distàncies molt llargues. El fet que hi hagués probablement més d'una banda és una explicació menys màgica dels robatoris executats una mateixa nit en indrets molt distants.
Algunes llegendes descriuen els Bokkenrijders com una banda tipus Robin Hood, que robava als rics, i sovint als clergues, per donar allò robat als pobres. El seu lema hauria sigut: Wat mijn is, dijn is (neerlandès per a: el que és meu és teu).
Es parla d'un grup conduït per un capità negre que actuava als països enllà del Mosa, la ciutat de Lieja i la regió de Kempen entre 1730 i 1780. El batlle Jan Clercx (1759-1840) va arrestar-los i els va fer executar. No és segur que es tractés del mateix grup. Un primer grup hauria actuat vers l'any 1740, sota la conducció d'un cert Geerling Daniels. Un segon grup sota la conducció d'un antic soldat francès, Jacques du Jardin, penjat el 1751 al Danikerberg, a la frontera de Schinnen i Geleen. El 1789, un altre bokkenrijder, Nolleke van Geleen, va ser igualment penjat.
A la plaça del mercat de Maaseik, hi havia un laberint de passadissos secrets que connectava nombroses cases amb un quarter general dels lladres. Aquesta xarxa subterrània va ser emmurallada perquè amenaçava ruïna.
El malnom dels habitants del municipi de Wellen és Bokkenrijder.

## Una teoria històrica més moderna
Cercadors històrics moderns s'adhereixen a la teoria que la llegenda és una invenció dels serveis jurídics d'antany per a explicar una sèrie de crims irresolts. En torturar sospitosos van trobar «proves», confessions i noms d'altres suspectes acusats de ser membres de la banda. Aquesta caça de bruixes havia de tranquil·litzar la població i amagar les deficiències del sistema policial. Es pensa també que certs batlles van aprofitar la cacera per a eliminar algunes persones torbadores.
Durant el plet que va seguir, 116 persones van ser preses a Wellen, de les quals 31 van ser condemnades a mort: 19 ofegades, cinc a la foguera, dues pel suplici de la roda i una per decapitació. Un sospitós es va escapar, dos van morir a la presó i un va ser-ne alliberat.

## Elsbokkenrijdersinspiren els artistes
Els bokkenrijders, sobretot en el seu rol de bons lladres que defensaven els pobres, han inspirat molts artistes contemporanis.
- L'autor de còmics Willy Vandersteen va dibuixar un àlbum, De Bokkerijders, en la sèrie Suske & Wiske (o Bob et Bobette, en francès).
- L'autor Ton van Reen va escriure la novel·la Ontsnapt aan de Galg (Escapat del patíbul) que va inspirar una sèrie a la televisió neerlandesa, De Legende van de Bokkenrijders (La llegenda dels Bokkenrijders).[5][6]
- Al parc d'atraccions De Efteling hi ha una casa, Vila Volta, casa que hauria estat del bokkenrijder Hugo van den Loonsche Duynen, maleït perquè amb la seva banda hauria pillat l'abadia de Postel.